# Ian Ziering
Ian Andrew Ziering (* 30. března 1964 Newark, New Jersey, USA) je americký herec. Slavným se stal především ztvárněním Steva Sanderse v populárním americkém televizním seriálu Beverly Hills 90210, ve kterém hrál od začátku vysílání v roce 1990, až do úplného konce seriálu o 10 let později. Zahrál si také hlavní roli ve všech 6 dílech všeobecně kritizované, ale přesto kultovní filmové série Žraločí tornádo.
Objevil se v akčním thrilleru Domino (2005), kde si zahrál po boku Keiry Knightley či v komedií Můj otec je šílenec (2012) s Adamem Sandlerem v hlavní roli. Mihnul se také v několika známých amerických seriálech, například v roce 1990 v sitcomu Ženatý se závazky, o 2 roky později si pak zahrál v několika epizodách mýdlové opery Melrose Place, dále nadaboval hlavní role v animovaných seriálech Motomyši z Marsu (1993-1996), Godzilla: The Series (1998-2000) či Spiderman (2003). V roce 2001 se objevil ve známém kriminálním seriálu JAG, pak si zahrál v Kriminálce New York (2010) a v seriálu z DC universa Bažináč (2019). Nakonec v roce 2019 společně s Jasonem Priestleyem, Shannen Doherty, Tori Spelling, Jennie Garth, Brianem Austinem Greenem a Gabrielle Carteris natočil reboot seriálu Beverly Hills 90210 s názvem BH90210.

## Filmografie (výběr)

### Filmy
- Endless Love (1981)
- Není cesty zpět (1995)
- Bojovník (1995)
- Domino (2005)
- Tyranosaurus: Zhouba Aztéků (2007)
- Můj otec je šílenec (2012)
- Mckenna na cestě ke hvězdám (2012)
- Žralokonádo (2013)
- Žraločí tornádo 2 (2014)
- Žraločí tornádo 3 (2015)
- Žraločí tornádo 4 (2016)

### Seriály
- Beverly Hills 90210 (1990-2000)
- Melrose Place (1992)
- Motomyši z Marsu (1993-1996)
- Godzilla: The Series (1998-2000)
- Spiderman (2003)
- Bažináč (2019)
- BH90210 (2019)[3]